# Rocca di Urbisaglia
La Rocca di Urbisaglia è una fortificazione militare dell'inizio del Cinquecento, costruita inglobando resti di precedenti strutture medievali, a loro volta erette in corrispondenza di mura romane (ancora oggi visibili).

La posizione di questa fortezza, dominante l'intero spazio cittadino e la sottostante valle del Fiastra, fa infatti presupporre che qui fosse localizzata l'Arce o il Campidoglio della città romana di Urbs Salvia.
Si trova al centro della cittadina di Urbisaglia, nelle Marche.

## Storia

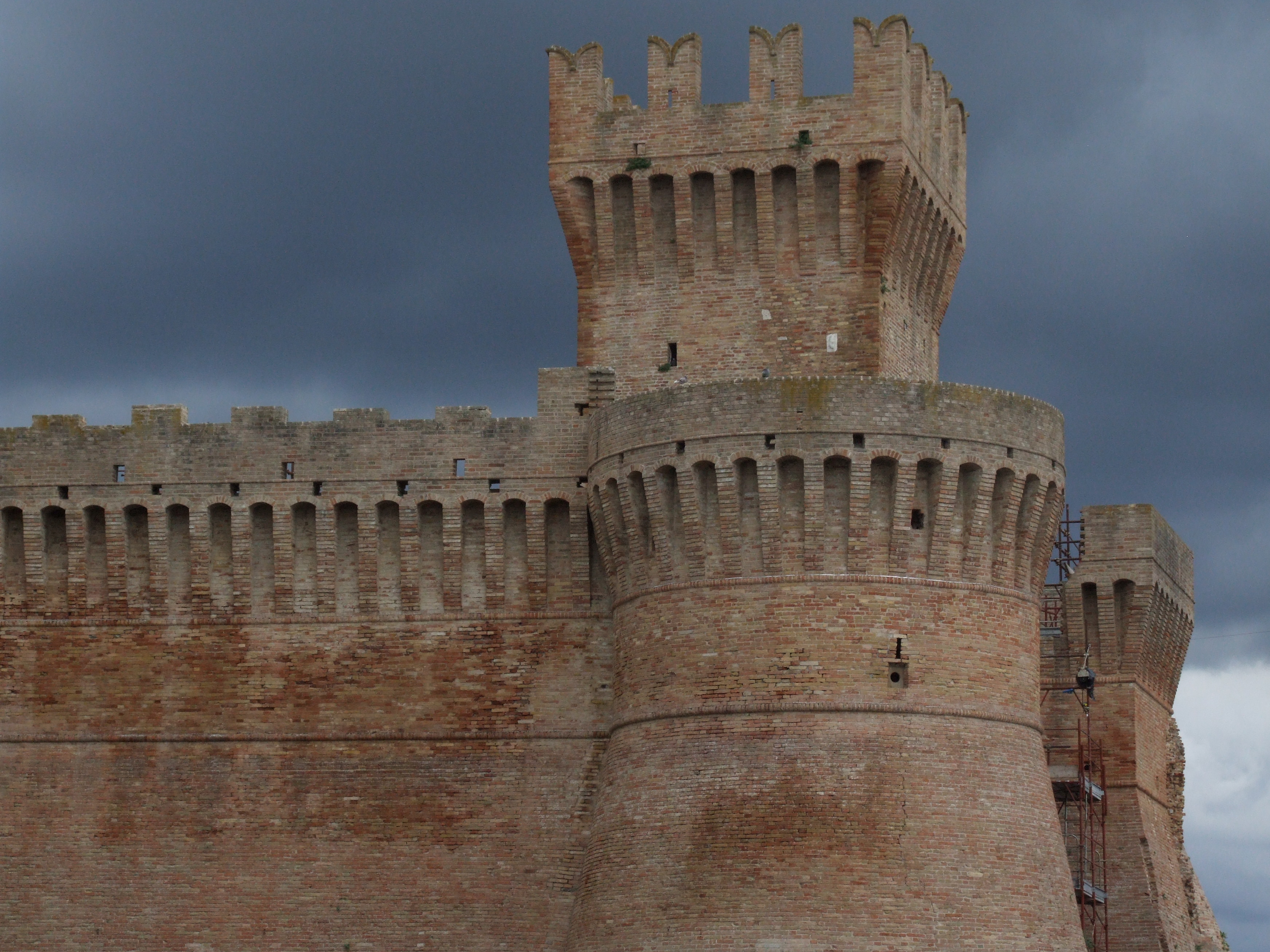
Veduta col mastio.

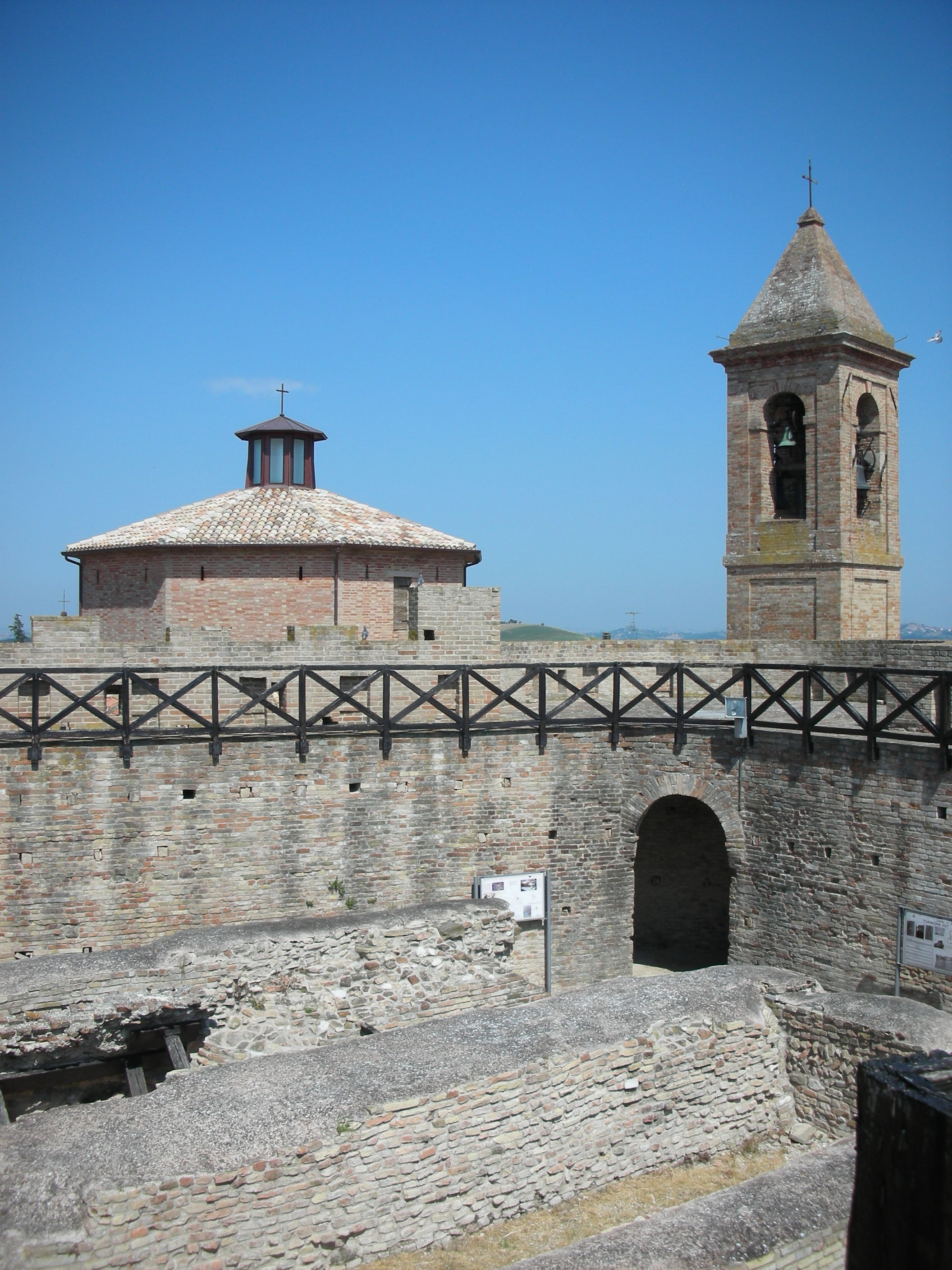
Interno della rocca con sullo sfondo, la cupola e il campanile della Collegiata di San Lorenzo

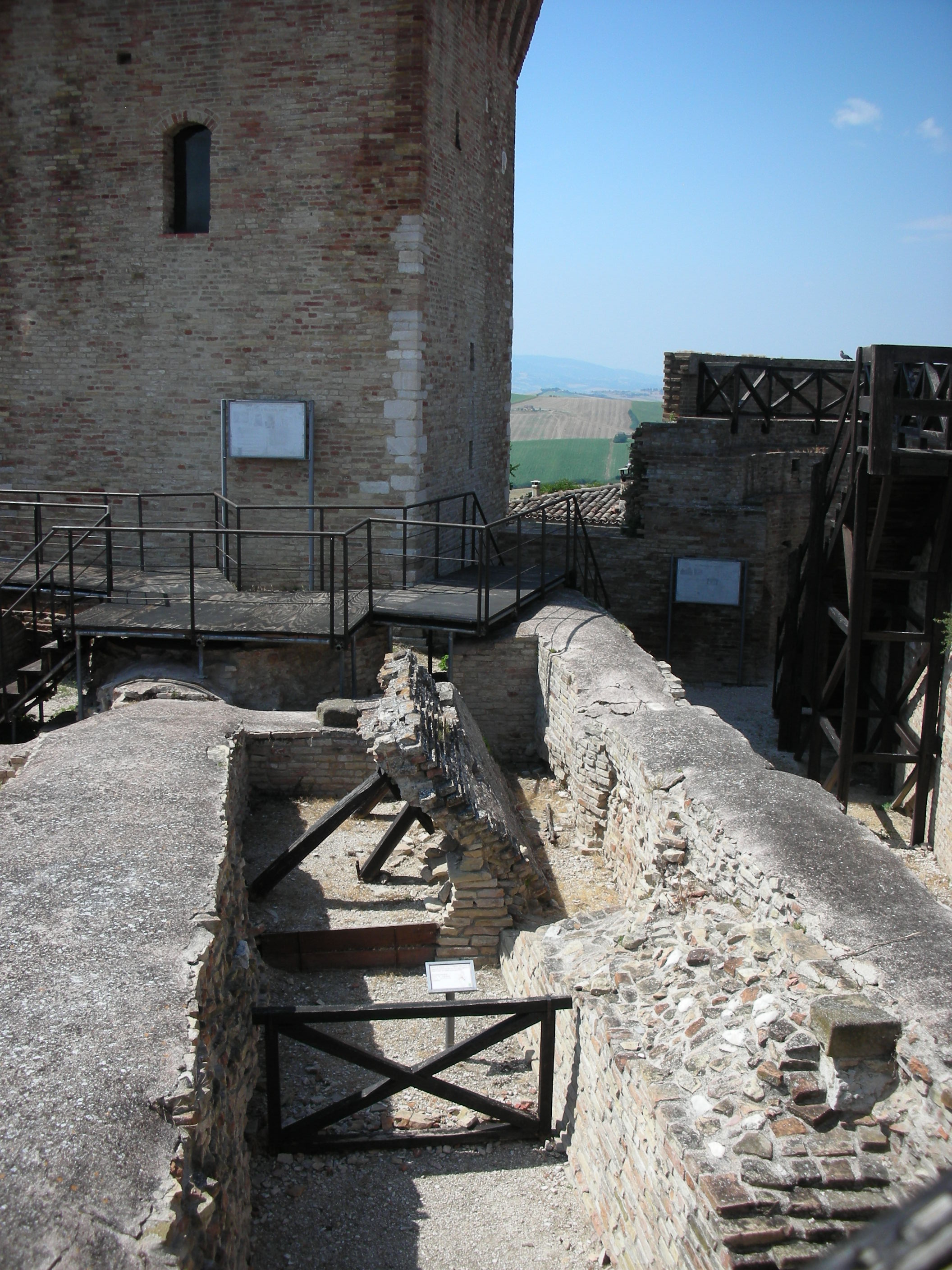
Particolare del muro a scarpa della fortificazione precedente

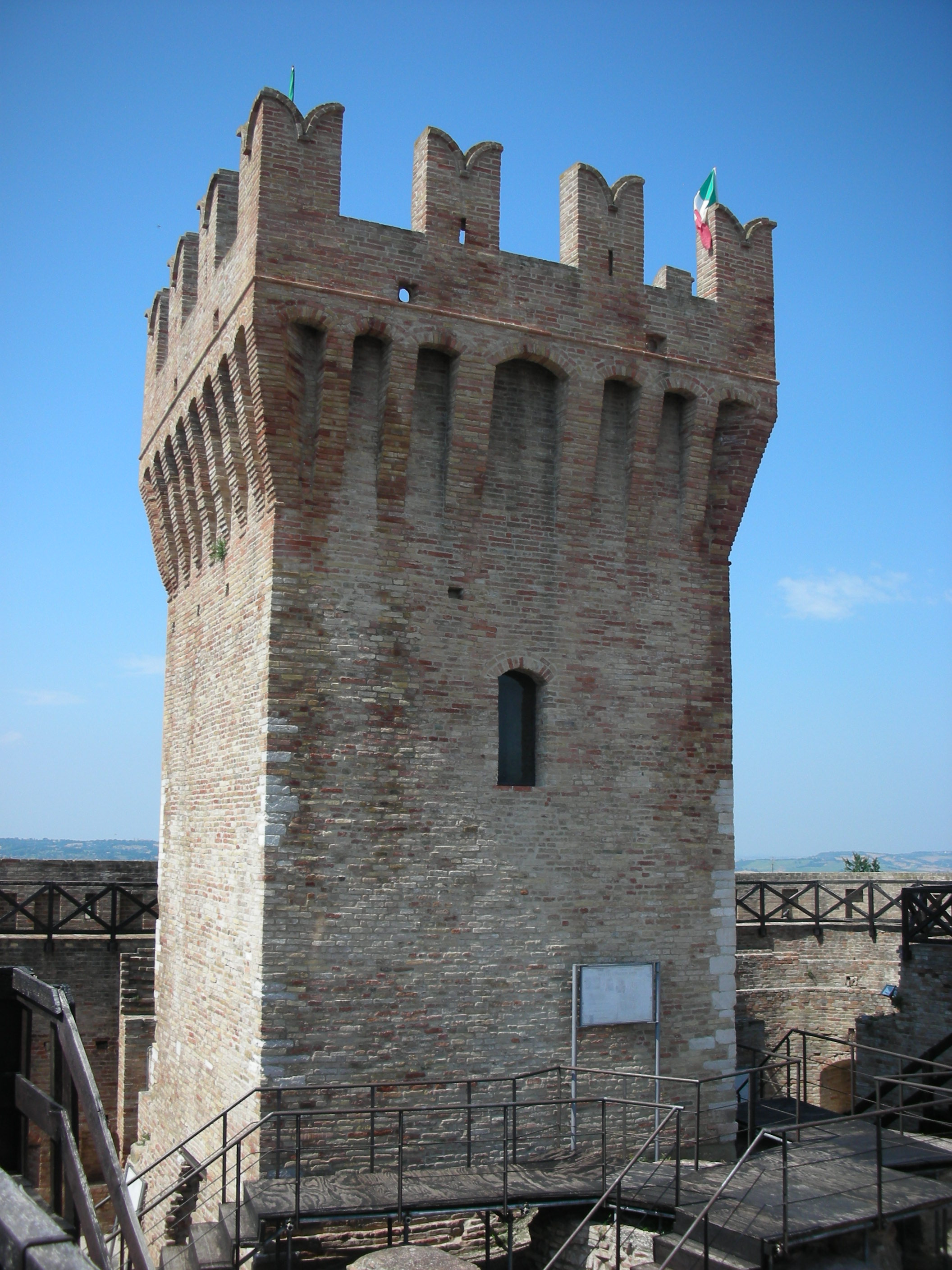
Il Mastio.

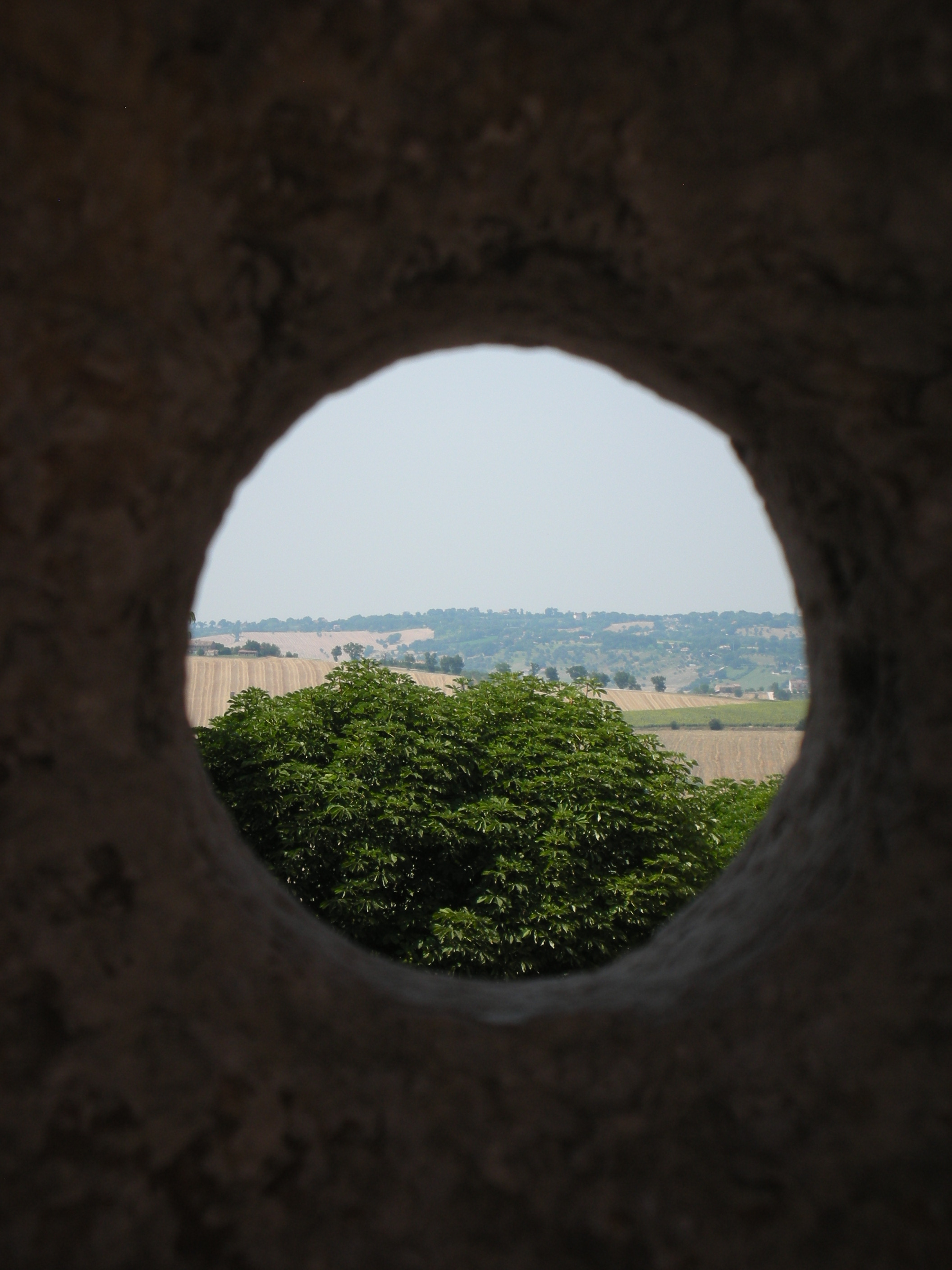
Panorama da una bombardiera

La popolazione si rifugiò intorno alla fortificazione, costituita forse dall'Arce-Campidoglio di Urbs Salvia, in seguito all'abbandono della città romana, quando il ritorno alle alture si rese necessario per motivi di sicurezza e difesa. Ebbe così origine il Castro de Orbesallia, governato dalla famiglia Abbracciamonte.

Situati in un territorio a lungo conteso tra Tolentino, Camerino, San Severino e San Ginesio, castello e girone furono più volte distrutti e incendiati nelle guerre che opponevano questi comuni tra loro. In particolare, nel 1294 Tolentino distrusse il castello e il girone, impossessandosi della rocca, la primitiva fortificazione a difesa del borgo, che dunque doveva già esistere.

Dall'inizio del Duecento, vari esponenti della famiglia degli Abbracciamonte avevano iniziato a vendere la propria parte di Urbisaglia al comune di Tolentino; contemporaneamente, molti cittadini si erano incastellati a Tolentino, adescati con denaro e compensi.
Nel 1303 Fidesmido di Pietro, ultimo signore di Urbisaglia, cedette l'ultima parte del borgo a Tolentino, che ne divenne unico e assoluto proprietario, designandone il podestà e insediando nel castello una guarnigione militare per prevenire le rivolte della cittadinanza insofferente al suo potere.

Dopo la signoria di Francesco Sforza (1433 – 1443), durante la quale forse venne definitivamente distrutto il girone, salvaguardando il solo mastio (utilizzato come torre di avvistamento), Urbisaglia tornò sotto il dominio di Tolentino, che chiedeva insistentemente al papato la possibilità di costruire una rocca per scoraggiare eventuali ribellioni.

Si susseguirono richieste di liberazione al Papa, brevi periodi di diretta sottomissione alla Camera Apostolica e continue rivolte da parte degli Urbisalviensi; l'ultima, la più grave, avvenne nel 1497, quando alcuni cittadini cercarono di sollevare il paese, ma, catturati dai Tolentinati, furono processati e giustiziati.

In seguito a questo episodio, papa Alessandro VI concesse a Tolentino il permesso di costruire la rocca, o meglio ampliare e riedificare quella esistente, trasformandola in seguito all'utilizzo delle armi da fuoco: l'incarico venne affidato a maestranze lombarde guidate dal Magister lombardus Antonius.

Nel 1507 la Rocca era sicuramente terminata e Tolentino vi inviò una guarnigione di 12 uomini a presidiarla; nel 1517 scoppiò una rissa tra gli abitanti di Urbisaglia e la guarnigione residente nella Rocca, i cui esiti non sono noti, ma che rese necessari alcuni interventi per riparare la fortificazione.

Nel 1564 gli Urbisalviensi presentarono una petizione al papa Pio IV, chiedendo l'autonomia da Tolentino. L'esito della spedizione fu positivo, ma la morte del papa bloccò la liberazione che venne rimandata di cinque anni. Fu infatti Pio V a togliere Urbisaglia dalla giurisdizione di Tolentino il 9 agosto del 1569.

Negli anni successivi la Rocca fu gestita direttamente da Urbisaglia che vi insediò una propria guarnigione. 
Dopo alcuni restauri nel Seicento, la Rocca perse sempre più la sua funzione di difesa e, parallelamente, d'importanza, tanto che nel 1877 il Consiglio Comunale deliberò di abbatterla per aprire uno sbocco alla piazza verso Tolentino. La demolizione, che interessò la cortina sud-ovest e il torrione ovest, fu portata avanti adoperando perfino delle mine. Fortunatamente alcuni cittadini sollecitarono l'intervento della Regia Sovrintendenza, che impedì lo scempio. Nel 1792, il Comune concesse gratuitamente lo spazio per la costruzione della nuova chiesa parrocchiale, a condizione che la terra degli scavi per le fondamenta del fabbricato della chiesa servisse a riempire il fossato intorno al recinto della Rocca. I restauri furono iniziati nel 1909, ricostruendo la cortina a sud; furono ripresi nel 1935 e completati nel 1938.

Ulteriori lavori di restauro sono stati condotti nel 1998, in occasione dei quali sono stati condotti scavi archeologici che hanno portato alla luce le strutture della precedente fortificazione.

## La Rocca e il Castello
Nel caso di Urbisaglia bisogna distinguere il castello dalla rocca: infatti il castello era il borgo cinto da mura, con torri e porte fortificate, corrispondente all'attuale centro storico, mentre la rocca era semplicemente la fortificazione eretta a difesa del borgo, con funzione di controllo del territorio circostante.

Del castello, oltre ad ampi tratti di mura,  rimangono oggi due porte d'ingresso, Porta Entogge (ad ovest, attuale Porta Trento) e Porta Fiastra (ad est, attuale Porta Piave), le quali, ormai prive di attributi militari, sono caratterizzate dalla tipica forma ogivale.

L'attuale porta d'ingresso al centro storico di Urbisaglia (Porta Vittoria) è stata realizzata solo nell'Ottocento.

## Struttura
La Rocca di Urbisaglia ha pianta trapezoidale, con il fronte più esteso rivolto verso l'esterno, al fine di meglio proteggere il castello in caso di attacco.

Dotata di quattro torrioni angolari circolari, presenta una forte scarpatura, dovuta al fatto che la Rocca venne realizzata (o per meglio dire riedificata) dopo l'avvento della polvere da sparo: la scarpatura era infatti una delle tecniche edilizie utilizzate nelle fortificazioni per opporre maggiore resistenza alle armi da fuoco e per aumentare la stabilità delle strutture.

In origine la Rocca era congiunta alle mura del castello tramite i torrioni Ovest e Sud; oggi la continuità tra le mura del castello e la Rocca è andata perduta per via dell'apertura delle strade dal centro storico verso l'esterno.

### Mastio

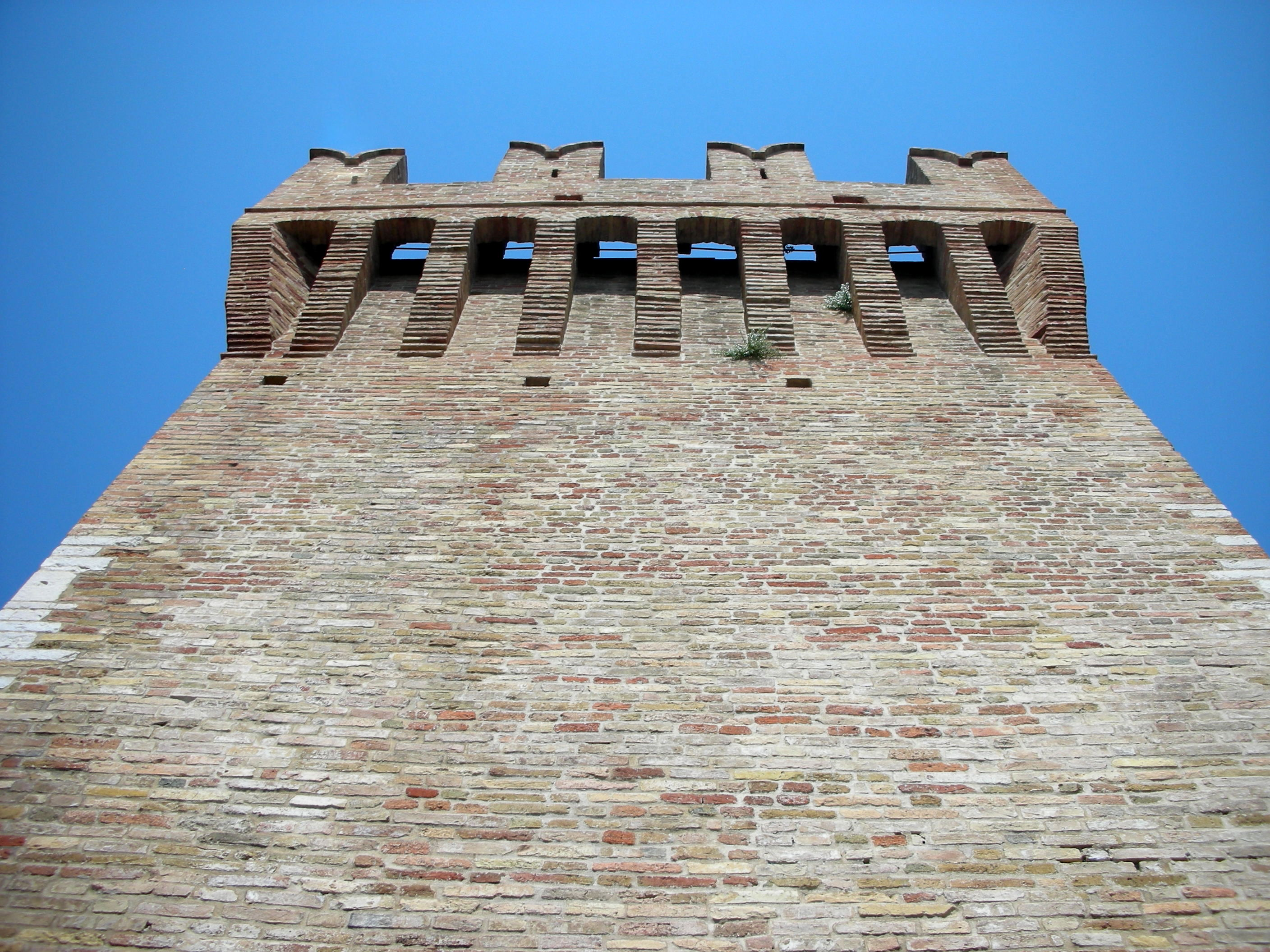
Mastio, particolare delle caditoie

In origine torre di comando e di avvistamento, doveva avere un'altezza superiore rispetto a quella attuale, avendo subìto vari rifacimenti tra il XII e il XV secolo.

La base rivela una costruzione più antica rispetto alla porzione superiore, la cui parte terminale presenta dei merli alla ghibellina. 
Uno schizzo del Seicento mostra che la sommità del mastio era coperta con tetto a spioventi, per agevolare il servizio di guardia e le operazioni di difesa.
L'ingresso del mastio era posto a dislivello per renderne più difficoltoso l'accesso, che avveniva tramite una scala in legno da ritrarre in caso di pericolo. 
Conserva al suo interno tre vani, adibiti ad abitazione della guarnigione; per questo era provvisto di un camino.
Alla base del mastio sono visibili una cisterna e alcuni ruderi appartenenti al vecchio castello.

### Torre d'ingresso (Torre Portaia)
Protetta dal Torrione Nord e dal Mastio, e dotata essa stessa di feritoie da moschetto, era la Torre su cui si innestava la cinta muraria di Ponente, ora discontinua. Si poteva accedere all'ingresso, posto a forte dislivello,  grazie a una scala in legno che in caso di pericolo poteva essere ritirata. 
L'ingresso odierno (situato nel lato rivolto verso l'esterno del castello) era una posterula di soccorso aperta verso l'esterno e, successivamente, divenne l'unico ingresso praticabile senza fare più ricorso all'anacronistica e ormai distrutta scala in legno.

### Torrione Ovest
Col Torrione Sud e la cortina che li raccorda, costituiva il fronte esterno alle mura castellane. Era provvisto di due livelli di fuoco, il primo sulla battagliera (piazzola sommitale), al riparo dei merli provvisti di feritoie, e il secondo a livello del piano di calpestio, nella casamatta sormontata da volta a botte (ricostruita), che ospita tre bombardiere.

### Torrione Sud
Era il Torrione più esposto, proteso interamente verso il campo nemico. Provvisto come il Torrione Ovest di due livelli di fuoco (il primo a livello del piano di calpestio con bombardiere di tipo misto, il secondo nella battagliera, analogamente al Torrione Ovest). A ulteriore difesa del Torrione era presente una feritoia ricavata in un vano della cortina: questo vano, provvisto di una sorta di caditoia, doveva servire probabilmente da latrina.
Alla base del Torrione Sud sono visibili ruderi romani dell'antica Urbs Salvia.

### Torrione Est
Trovandosi all'interno del circuito murario del castello, è la torre meno attrezzata per la difesa attiva. 
Questo torrione era infatti adibito a deposito e, in caso di assedio, a quartiere di alloggio degli occupanti della rocca; per questo la sua sommità presentava una copertura a spiovente, a differenza degli altri torrioni. Ciò nonostante, era provvisto ugualmente di due livelli di fuoco: il primo a livello di calpestio (due bombardiere per il tiro fiancheggiante a difesa delle cortine) e il secondo, superiore, realizzato verosimilmente al riparo dei merli provvisti di feritoie.
È l'unico torrione a conservare intatta la volta (a crociera), che reca, in corrispondenza delle sottostanti troniere, i “fumanti”, cioè i camini di sfogo dei fumi e dei gas conseguenti allo sparo delle artiglierie.
All'esterno del Torrione Est, al di sotto del sistema piombante, si trova uno stemma in pietra bianca recante sei gigli. È lo stemma di papa Paolo III Farnese (1534 – 1539), che probabilmente fece eseguire dei lavori di completamento della Rocca.

### Torrione Nord

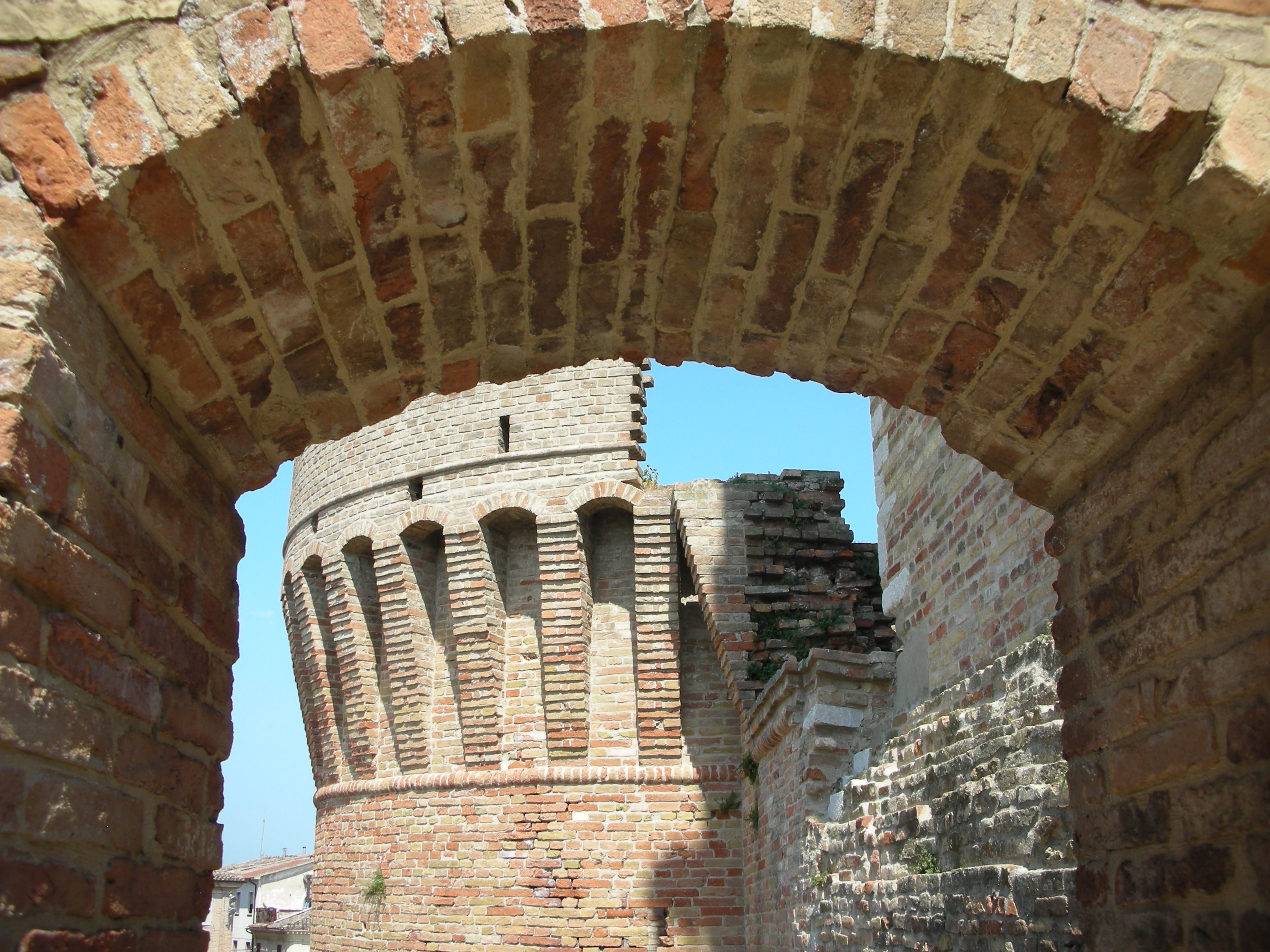
Il Torrione Nord visto dall'antica porta di ingresso

Al pari del Torrione Est era racchiuso nelle mura castellane, ma a differenza di esso aveva il compito di difendere il fronte nord-orientale qualora gli assedianti avessero violato le mura di cinta del castello e fossero dilagati al suo interno. Inoltre, aveva anche la funzione di tutelare la Torre Portaia mediante tiro diretto contro un eventuale assalitore che ne avesse tentato la scalata, tentando di violarne l'ingresso. È dotata di tre bombardiere a livello del piano di calpestio, mentre la volta che sormontava il locale camera da tiro è andata perduta.

## La Rocca nella cultura di massa
Negli anni 1990, la Rocca di Urbisaglia è apparsa nei francobolli da 750 Lire della serie Castelli d'Italia.